# Peter Wingeier

Porträt von Peter Wingeier (Teófilo Romang) von Nestor Rosso, neu gemacht mit AI.

Peter Wingeier (* 1828; † 1898 als Dr. Theofilo Romang) war ein Schweizer Auswanderer. Er war Gründer der beiden argentinischen Städte Helvecia und Romang.

## Leben
Peter Wingeier (in Argentinien auch Peter Wingeyer) führte Mitte des 19. Jahrhunderts in Trubschachen ein Uhrengeschäft. Da er ein ehrbarer Handwerker war, vertrauten die Behörden ihm Mündelgelder an. Als er mit seinem Geschäft in finanzielle Schwierigkeiten kam, griff er auf diese Kasse zurück. Als sich 1860 Kontrollen ankündigten, verliess er über Nacht seine Frau und seine zwei kleinen Kinder und wanderte nach Argentinien aus.
Auf der Überfahrt lernte er den Arzt Theofilo Romang aus Langnau kennen. Als dieser plötzlich auf dem Schiff verstarb, konnte er von dessen Witwe das Reisedokument kaufen. Von da an nannte er sich Dr. Theofilo Romang. Er praktizierte danach sogar als Arzt. Er erreichte Montevideo in Uruguay und meldete sich als erstes in der Schweizer Kolonie Esperanza in Argentinien an.
Ein anderer Auswanderer kam ihm aber auf die Schliche. Nach einer heftigen Auseinandersetzung wurde dieser zu seinem Freund und Assistenten. 1864 erhielt er, nach Vereinbarung mit der Regierung, Land um eine landwirtschaftliche ausländische Kolonie zu etablieren. Die meisten neuen Siedler waren Schweizer. Zuerst war er an der Entstehung der Siedlung Helvecia beteiligt, die am 25. Januar 1865 gegründet wurde. Am 23. April 1873 gründete er die Siedlung Romang, die 190 km nördlich von Helvecia gelegen ist.
Sein 14-jähriger Sohn August reiste vom Emmental aus nach Argentinien und stand dort das erste Mal bewusst seinem Vater gegenüber. Er blieb in Argentinien und studierte in Buenos Aires. Danach wurde er Fürsprecher und Notar. Nach dem Tod seines Vaters kam er fast um sein Erbe, weil er immer noch Wingeier hiess. Er konnte die alten Schulden seines Vaters im Emmental begleichen und die Schweizer Regierung erlaubte am 21. Juli 1905 dadurch den Nachkommen, weiterhin den Namen Romang verwenden zu dürfen. In der Stadt Romang, mit inzwischen fast 10'000 Einwohner, steht ein Denkmal für Dr. Theofilo Romang, alias Peter Wingeier.
Sein Sohn August Romang erzählte die Geschichte seines Vaters einem Schweizer Journalisten, den er zufällig in Buenos Aires getroffen hatte.

## Bilder

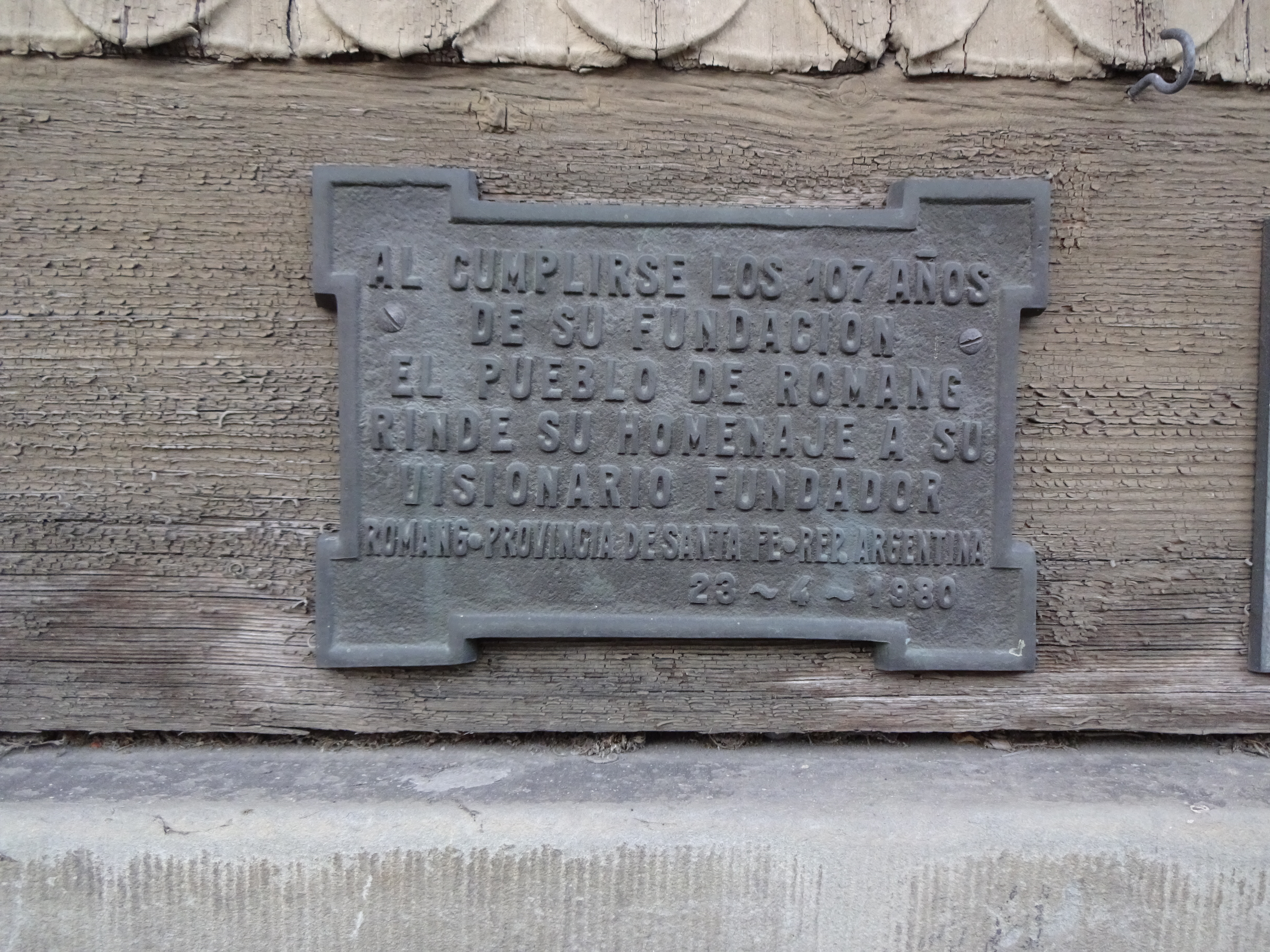
Gedenktafel am Geburtshaus auf Spanisch
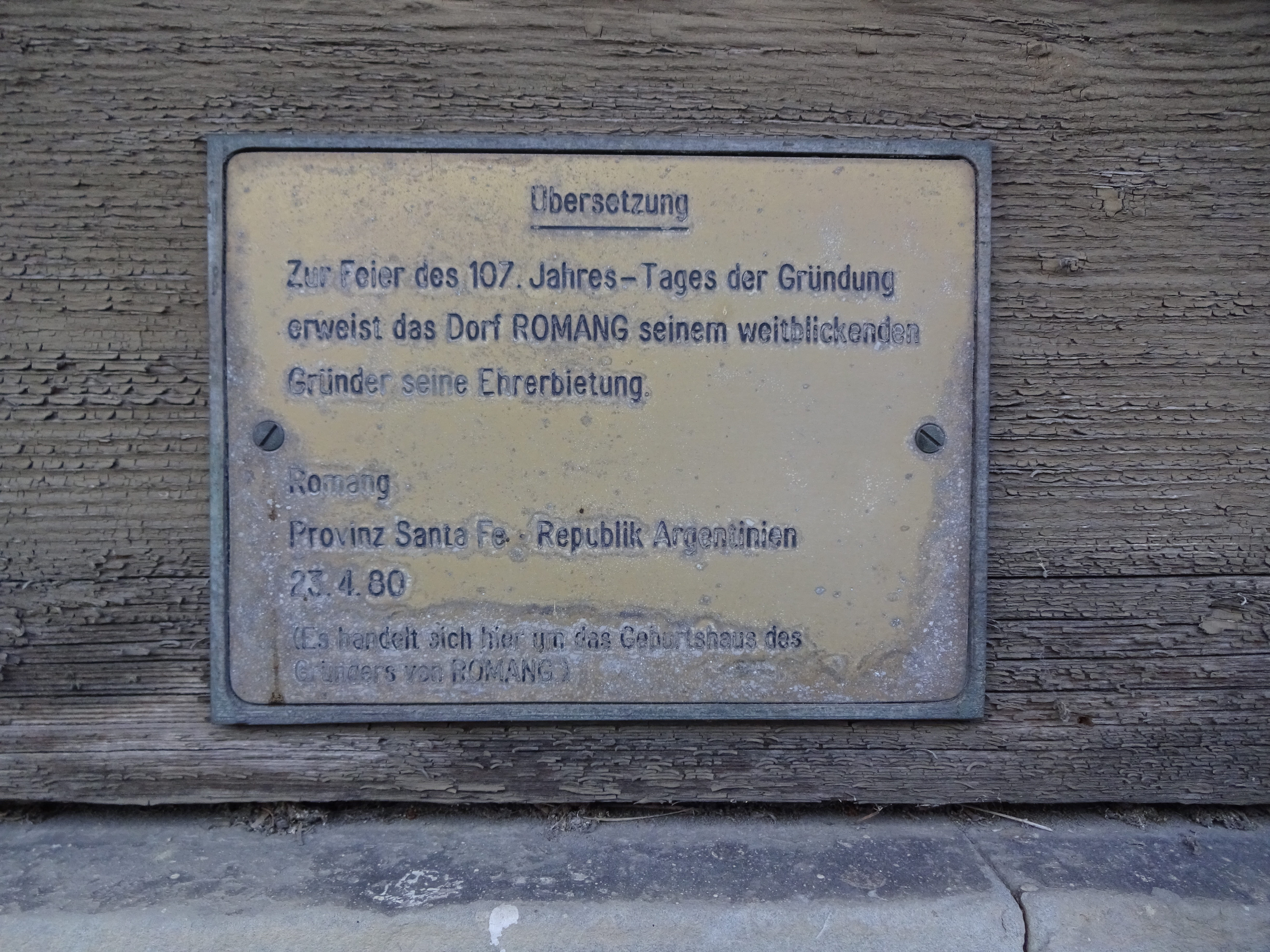
Gedenktafel Übersetzung in Deutsch